# Sorry for Your Loss
Sorry for Your Loss – amerykański internetowy serial (dramat) wyprodukowany przez Starkeeper, Suzy B.,Brillstein Entertainment Partners oraz Big Beach, którego twórcą jest Kit Steinkellner. Serial jest emitowany od 18 września 2019 roku na platformie Facebook Watch. 
16 stycznia 2020 roku  Facebook Watch ogłosiła zakończenie produkcji serialu po dwóch sezonach.

Fabuła opowiada o Leigh Shaw, młodej wdowie, która musi poradzić sobie po śmierci męża.

## Obsada

### Główna
- Elizabeth Olsen jako Leigh Shaw[3]
- Kelly Marie Tran jako Jules Shaw[4]
- Jovan Adepo jako Danny Greer[5]
- Mamoudou Athie jako Matt Greer[5]
- Janet McTeer jako Amy Shaw[5]
- Zack Robidas jako Drew Burmester

### Role drugoplanowe
- Aisha Alfa jako Claire
- B.K. Cannon jako Frankie
- Don McManus jako Richard
- Carmen Cusack jako Sabrina
- Ryan Reilly jako Ryan
- Lauren Robertson jako Becca Urwin
- LisaGay Hamilton jako Bobby Greer,
- Shane Paul McGhie jako Connor,

## Odcinki
| Sezon | Odcinki | Oryginalna emisja Facebook Watch | Oryginalna emisja Facebook Watch | Emisja w Polsce | Emisja w Polsce | Emisja w Polsce |
| Sezon | Odcinki | Premiera sezonu                  | Finał sezonu                     | Premiera sezonu | Finał sezonu    |                 |
| ----- | ------- | -------------------------------- | -------------------------------- | --------------- | --------------- | --------------- |
| 1     | 10      | 28 września 2018                 | 9 października 2018              | —               | —               |                 |
| 2     | 10      | 1 października 2019              | 19 listopada 2019                | —               | —               |                 |

### Sezon 1 (2018)
| Nr | #  | Tytuł                        | Reżyseria      | Scenariusz                             | Premiera w Facebook Watch | Premiera w |
| -- | -- | ---------------------------- | -------------- | -------------------------------------- | ------------------------- | ---------- |
| 1  | 1  | One Fun Thing                | James Ponsoldt | Kit Steinkellner                       | 18 września 2018          |            |
| 2  | 2  | Keep, Toss, Give Away        | James Ponsoldt | Kit Steinkellner                       | 18 września 2018          |            |
| 3  | 3  | Jackie O. and Courtney Love  | Jessica Yu     | Lizzy Weiss                            | 18 września 2018          |            |
| 4  | 4  | Visitor                      | Allison Anders | Terrence Coli                          | 25 września 2018          |            |
| 5  | 5  | 17 Unheard Messages          | James Ponsoldt | Jonathan Igla                          | 25 września 2018          |            |
| 6  | 6  | I Want a Party               | Jamie Babbit   | Elisa Lomnitz Climent                  | 25 września 2018          |            |
| 7  | 7  | I Hate Chess                 | Rose Troche    | Danielle Henderson, Destra Tedros Reff | 2 października 2018       |            |
| 8  | 8  | A Widow Walks Into a Wedding | Hannah Fidell  | Corina Maritescu                       | 2 października 2018       |            |
| 9  | 9  | Welcome to Palm Springs      | Azazel Jacobs  | Lizzy Weiss                            | 9 października 2018       |            |
| 10 | 10 | The Penguin and the Mechanic | James Ponsoldt | Kit Steinkellner                       | 9 października 2018       |            |

### Sezon 2 (2019)
| Nr | #  | Tytuł                        | Reżyseria         | Scenariusz        | Premiera w Facebook Watch | Premiera w |
| -- | -- | ---------------------------- | ----------------- | ----------------- | ------------------------- | ---------- |
| 11 | 1  | Middle Finger, Thumbs Up     | Azazel Jacobs     | Kit Steinkellner  | 1 października 2019       |            |
| 12 | 2  | I'm Here                     | Chinonye Chukwu   | Etan Frankel      | 1 października 2019       |            |
| 13 | 3  | What’s Wrong With Your Chest | Ry Russo-Young    | Sheila Callaghan  | 1 października 2019       |            |
| 14 | 4  | Mr. Greer                    | Hanelle Culpepper | Charles Yu        | 8 października 2019       |            |
| 15 | 5  | Norway                       | James Ponsoldt    | Kit Steinkellner  | 15 października 2019      |            |
| 16 | 6  | Weird Day                    | Rose Troche       | Corina Maritescu  | 22 października 2019      |            |
| 17 | 7  | Thirty Years                 | Jenée LaMarque    | Kimberly Ndombe   | 29 października 2019      |            |
| 18 | 8  | Drumroll, Please             | Millicent Shelton | Nathan Alan Davis | 5 listopada 2019          |            |
| 19 | 9  | The Whale                    | Kat Candler       | Sheila Callaghan  | 12 listopada 2019         |            |
| 20 | 10 | I'm Still Here               | James Ponsoldt    | Kit Steinkellner  | 19 listopada 2019         |            |

## Produkcja
9 lutego 2018 roku platforma Facebook ogłosiła zamówienie pierwszego sezonu dramatu, w którym główną rolę otrzymała Elizabeth Olsen
W kolejnym miesiącu do obsady dołączyli: Kelly Marie Tran, Mamadou Athie, Janet McTeer oraz Jovan Adepo.
13 grudnia 2018 roku  platforma Facebook ogłosiła przedłużenie serialu o drugi sezon.